# Файбиш Віктор Вікторович
Ві́ктор Ві́кторович Файбиш (позивний «Базука»; 5 вересня 2000, с-ще Ясіня, Закарпатська область — 26 лютого 2022, поблизу с. Полігон, Миколаївська область) — старший солдат Збройних Сил України, учасник російсько-української війни, посмертно нагороджений орденом «За мужність» III ступеня (2022).

## Життєпис
Народився 5 вересня 2000 року в с-щі Ясіня Закарпатської області. У сім'ї ще було троє братів і дві сестри.
Закінчив місцеву школу № 1. Деякий час працював за кордоном.
Служив у 80-й окремій десантно-штурмовій бригаді.
Загинув під час російського вторгнення в Україну 26 лютого 2022 поблизу села Полігон, Миколаївської області. Похований 16 березня 2022 у селищі Ясіня.

## Нагороди
- орден «За мужність» III ступеня (2022)

## Вшанування пам'яті
- У рідному селищі Ясіні на його честь названо вулицю[2].